# Municipio de Marion (condado de Noble)
El municipio de Marion (en inglés: Marion Township) es un municipio ubicado en el condado de Noble en el estado estadounidense de Ohio. En el año 2010 tenía una población de 671 habitantes y una densidad poblacional de 10,66 personas por km².

## Geografía
El municipio de Marion se encuentra ubicado en las coordenadas 39°49′22″N 81°20′53″O / 39.82278, -81.34806. Según la Oficina del Censo de los Estados Unidos, el municipio tiene una superficie total de 62.92 km², de la cual 62,73 km² corresponden a tierra firme y (0,29 %) 0,18 km² es agua.

## Demografía
Según el censo de 2010, había 671 personas residiendo en el municipio de Marion. La densidad de población era de 10,66 hab./km². De los 671 habitantes, el municipio de Marion estaba compuesto por el 97,76 % blancos, el 0,15 % eran amerindios, el 0,15 % eran asiáticos, el 0,45 % eran de otras razas y el 1,49 % eran de una mezcla de razas. Del total de la población el 0,6 % eran hispanos o latinos de cualquier raza.